# Volo Pilgrim Airlines 458
Il Volo Pilgrim Airlines 458 era un volo regionale dall'Aeroporto LaGuardia di New York all'Aeroporto Logan di Boston, Massachusetts, con scali a Bridgeport, New Haven e Groton, Connecticut. Il 21 febbraio 1982, il de Havilland Canada DHC-6-100 che operava il volo effettuò un atterraggio forzato sul bacino ghiacciato di Scituate vicino a Providence, Rhode Island, dopo che era scoppiato un incendio nella cabina di pilotaggio e nella cabina a causa di una perdita di liquido antigelo infiammabile dal parabrezza. Un passeggero non è riuscito a fuggire dall'aereo ed è morto per inalazione di fumo, e otto dei restanti nove passeggeri, così come entrambi i membri dell'equipaggio, hanno riportato ferite gravi a causa dell'incendio e dell'atterraggio di fortuna.

## L'incidente
Le tre tratte del volo da LaGuardia a Groton si sono svolte senza incidenti. A Groton, l'equipaggio di volo che aveva volato le prime tre tratte consegnò l'aereo all'equipaggio di volo per la tratta finale Groton-Boston, e il volo 458 decollò da Groton alle 15:10 Eastern Standard Time. Circa 15 minuti dopo, mentre sorvolava il Rhode Island nordoccidentale, il primo ufficiale Lyle Hogg, osservando una leggera formazione di ghiaccio sul parabrezza, attivò due volte il sistema lavavetri/antighiaccio, con scarso effetto apparente; durante il secondo tentativo di sghiacciamento, Hogg ha sentito odore di alcol, cosa che lo ha spinto a interrompere lo sghiacciamento. Poco dopo, il fumo ha iniziato ad entrare nella cabina di pilotaggio attorno alla base della barra di comando. Il capitano Thomas Prinster contattò il controllo del traffico aereo, dichiarò un'emergenza e richiese e ricevette vettori radar diretti all'Aeroporto Statale Theodore Francis Greenper un atterraggio di emergenza; Gli equipaggi di soccorso dell'aeroporto sono stati chiamati per assistere l'aereo al suo arrivo. Il fumo nella cabina di pilotaggio si addensò rapidamente al punto che i piloti non potevano vedere gli strumenti della cabina di pilotaggio né tra loro e dovettero aprire i finestrini laterali per visibilità e aria, e il fuoco scoppiò nella cabina di pilotaggio e nella cabina di prua mentre l'aereo scendeva dalla sua cabina. altitudine di crociera di 4.000 piedi (1.200 m), gravemente ustionato Prinster, Hogg e (in misura minore) due passeggeri che tentarono senza successo di spegnere l'incendio nella cabina; i passeggeri sopravvissuti hanno descritto l'incendio nella cabina come "rotolare" o come un "fiume in fiamme". Il calore del fuoco ha sciolto le cuffie audio dell'equipaggio di volo, costringendoli a gettarle via. Durante la discesa di emergenza, uno dei due passeggeri che hanno tentato di combattere l'incendio in cabina, l'ingegnere di volo fuori servizio dell'USAir Harry Polychron, ha utilizzato una racchetta da tennis per rompere i finestrini della cabina per cercare di eliminare il fumo dalla cabina passeggeri.

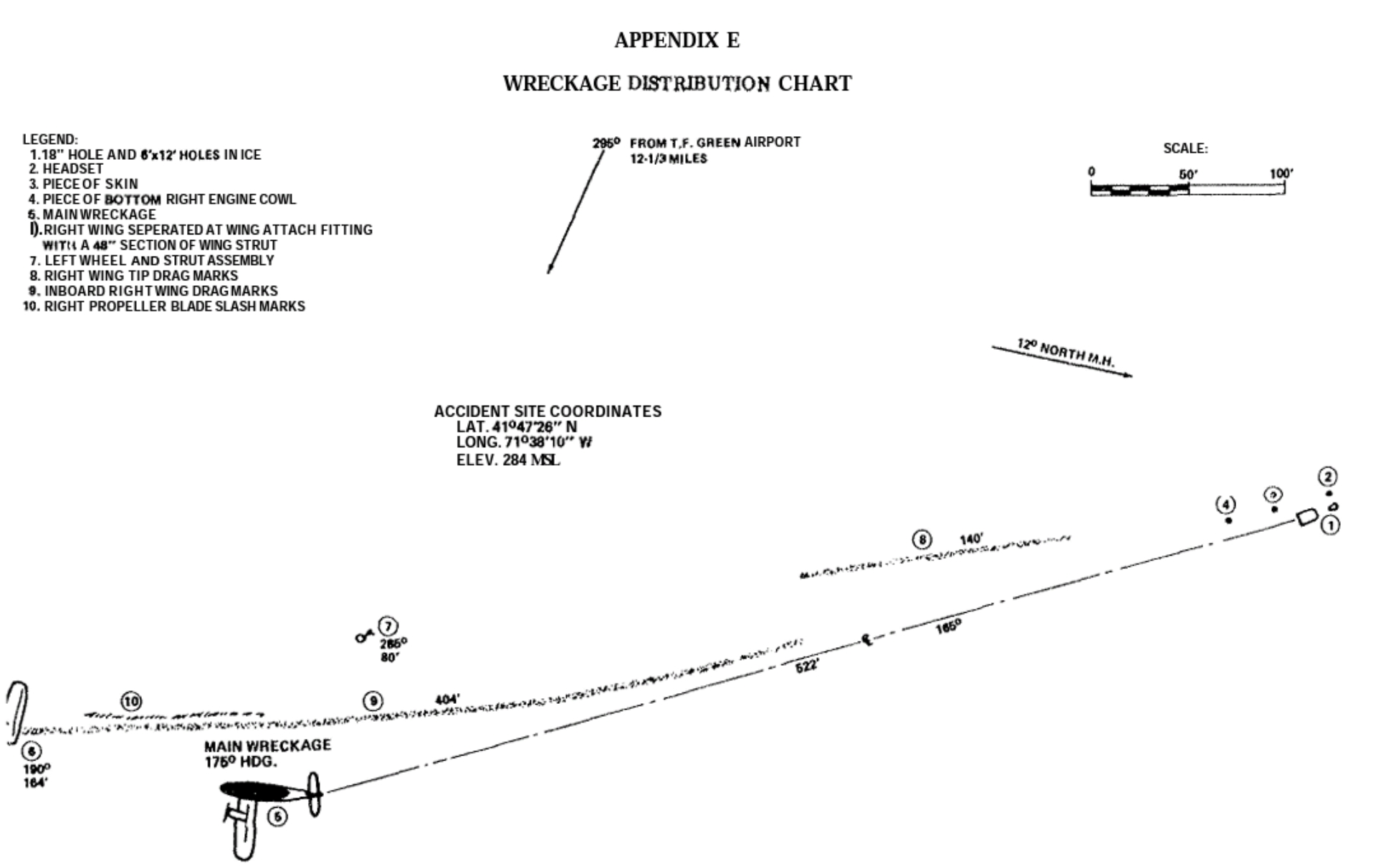
Distribuzione dei rottami del volo 458 sulla scena dell'atterraggio forzato.

Intorno alle 15:33, non riuscendo a raggiungere in tempo l'aeroporto TF Green, il capitano Prinster effettuò un atterraggio forzato sul ghiaccio spesso trenta centimetri del braccio occidentale del bacino idrico di Scituate, a 12,5 miglia (10,9 nmi; 20,1 km) a ovest-nordovest dell'aeroporto, con l'ala destra e il carrello di atterraggio principale sinistro si staccano all'impatto. L'equipaggio di volo e nove dei dieci passeggeri sono riusciti a evacuare l'aereo in fiamme e raggiungere a piedi la riva (la decima, una donna di 59 anni affetta da una grave malattia polmonare ostruttiva cronica e marcata aterosclerosi, è stata sopraffatta dal fumo e dal gas tossico prima che potesse fuggire). Degli undici sopravvissuti, tutti tranne uno hanno riportato ferite gravi nell'incidente; la maggior parte dei passeggeri ha riportato ferite da corpo contundente di varia gravità durante l'atterraggio duro, l'equipaggio di volo e due passeggeri sono rimasti ustionati dall'incendio a bordo (il capitano Prinster ha riportato ustioni di secondo-terzo grado su oltre il 50-70% della superficie corporea e trascorse mesi in ospedale, ma alla fine sopravvisse; il primo ufficiale Hogg, sebbene soffrisse anche lui di ustioni di secondo-terzo grado, rimase ustionato in modo meno esteso, sia perché indossava abiti più spessi sia perché il fuoco era concentrato sul lato sinistro dell'aereo e i due passeggeri ustionati hanno riportato ustioni di primo e secondo grado alle mani e alle braccia), e tutti i sopravvissuti hanno sofferto per inalazione di fumo. La fusoliera dell'aereo fu quasi completamente distrutta da un incendio dopo l'atterraggio, le uniche parti sopravvissute della cabina passeggeri furono i telai dei sedili in acciaio inossidabile e la struttura inferiore della fusoliera fusa.

## Le indagini
A causa dell'incendio scoppiato immediatamente dopo i tentativi di sbrinamento del parabrezza, dell'odore di alcol rilevato dal primo ufficiale poco prima che iniziasse ad apparire il fumo e della natura liquida e fluida dell'incendio nella cabina passeggeri, il National Transportation Safety Board (NTSB) si è concentrato sul sistema lavacristallo/antighiaccio. Questo sistema consisteva in un serbatoio in polietilene che conteneva fino a 1,5 US gal (5,7 L; 1,2 imp gal) di alcol isopropilico, una pompa elettrica e ugelli per spruzzare l'alcol sul parabrezza, con tubi in Tygon che correvano dal serbatoio alla pompa e dalla pompa agli ugelli spruzzatori. Il dispositivo di lavaggio/antighiaccio dell'aereo dell'incidente aveva una storia di perdite derivanti dall'incompatibilità dei tubi Tygon con l'alcol isopropilico, l'esposizione al quale ha causato l'indurimento e la deformazione delle estremità dei tubi; le estremità deteriorate dei tubi non si adattano più saldamente ai punti di attacco e talvolta potrebbero separarsi completamente. Per riparare questa perdita, il personale di manutenzione doveva tagliare periodicamente le estremità indurite e deformate del tubo e riattaccare il tubo appena accorciato (eventualmente accorciando il tubo abbastanza da richiedere la giunzione di più tubi in modo che il tubo potesse raggiungere il suo attacco punti senza allungamento). Le procedure utilizzate da Pilgrim Airlines (e approvate da de Havilland) al momento dell'incidente consentivano di fissare il tubo ai punti di attacco avvolgendo i collegamenti con un filo di sicurezza e non richiedevano l'uso di un morsetto per trattenere il collegamento a posto.
Diversi mesi prima dell'incidente, mentre era a terra all'Aeroporto LaGuardia, si scoprì che il tubo del sistema di lavaggio/antighiaccio dell'aereo dell'incidente si era separato dall'uscita della pompa; ciò si ripeté appena tre giorni prima dell'incidente, quando un pilota osservò una fuoriuscita di alcol dal raccordo di uscita della pompa, da cui si erano staccati i tubi, durante uno scalo a New Haven. Il dispositivo di lavaggio/antighiaccio è stato riparato più tardi quel giorno, ma i metodi abitualmente utilizzati per fissare il tubo Tygon non garantivano con certezza che sarebbe rimasto attaccato alla pompa e al serbatoio. I test successivi all'incidente utilizzando una pompa, un serbatoio e un tubo esemplari hanno dimostrato che, con l'uscita della pompa scollegata dal tubo, si sarebbe verificata una lenta perdita dalla pompa anche se la pompa non era in funzione. Se la pompa fosse attivata senza che il tubo fosse collegato all'uscita, spruzzerebbe il liquido in avanti fino a 2,1 m (7 piedi); nella sua posizione installata nell'aereo, questo spruzzerebbe alcol isopropilico infiammabile in tutto il compartimento sotto il pavimento della cabina di pilotaggio, un'area che conteneva numerose possibili fonti di accensione.

## Le conseguenze

### Raccomandazioni
L'NTSB ha ritenuto che il sistema di lavaggio/antighiaccio ad alcol rappresentasse un grave pericolo di incendio e ne ha raccomandato la rimozione dai DHC-6 che lo utilizzavano; la Federal Aviation Administration acconsentì e nel dicembre 1982 emanò una direttiva di aeronavigabilità che proibiva l'uso del sistema per lo sbrinamento oltre il 30 novembre 1983 (eliminando l'uso di alcol isopropilico altamente infiammabile nel sistema) e richiedeva l'installazione di un sistema elettrico- parabrezza riscaldato per DHC-6 certificati per volare in condizioni di ghiaccio dopo tale data.

### Encomi
Per il loro lavoro nel far atterrare con successo l'aereo nonostante l'ambiente estremamente ostile della cabina di pilotaggio, salvando così la vita di quasi tutti a bordo, il Capitano Prinster e il Primo Ufficiale Hogg furono insigniti congiuntamente del Premio Eroismo della Flight Safety Foundation per il 1982. Inoltre, un parco pubblico di Scituate prese il nome e fu dedicato ai piloti del volo 458. Entrambi i piloti alla fine tornarono a volare con Pilgrim Airlines, anche se per Prinster questo durò solo brevemente prima di ritirarsi dall'aviazione commerciale; è morto nel 2018 a causa delle persistenti complicazioni del danno polmonare causato dall'incendio del volo 458. Hogg si è trasferito alla US Airways nel 1984 e alla fine è diventato vicepresidente delle operazioni di volo della compagnia aerea, prima di ricoprire il ruolo di presidente e CEO di Piedmont Airlines dal 2015 al 2020. Nel novembre 2019, Prinster e Hogg sono stati entrambi inseriti nella Rhode Island Aviation Hall of Fame (Prinster postumo) per le loro azioni eroiche.

## Cultura di massa
L'incidente sarà oggetto di una puntata della serie di documentari canadesi Indagini ad alta quota della stagione 24.